# Palle Jessen
Palle Jessen (5. oktober 1920 på Frederiksberg – 19. september 1962 i Vangede ved selvmord) var en dansk digter, der i sit korte liv kun nåede at få trykt og udgivet én digtsamling: Skæv Dans paa haarde Ringe (Gyldendal 1961, Gyldendals Spættebøger 1964), der til gengæld er et markant tidligt eksempel, på den såkaldte konkretisme i dansk lyrik, som den lidt yngre Vagn Steen bl.a. tog op i Digte? (1964). 
Jessens digte er fuld af barokke indfald og snurrig sprogbrug, og han er især kendt for sine såkaldte lyddigte, hvor han bl.a. blander latinske brudstykker ind i teksten, også i såkaldt makaronisk stil. 
Hans efterladte skrifter blev udgivet på Forlaget Arena i 2005 under titlen Tingene. Heri findes også en nærmere redegørelse for hans liv og værk, bl.a. ved Torben Brostrøm.
Et par eksempler:
| BILTYVEN Bit Bit, bok, bank bore, bim, bok beati bum bak birre, bare baas, beati, beati bok. | KRØBLING Hink hink honk hinke, hænke, hank lakrimæ honk. |